# Basketball-Amerikameisterschaft 2017
Die Basketball-Amerikameisterschaft 2017 (offiziell: FIBA AmeriCup) war die 18. Auflage dieses Turniers und fand vom 25. August bis zum 3. September 2017 in Südamerika statt, wobei die Medaillenrunde der besten vier Mannschaften im Orfeo Superdomo im argentinischen Córdoba ausgetragen wurde. In Anlehnung an die in verschiedenen Ländern ausgetragene EM-Endrunde 2015 waren die Gruppenspiele zuvor im kolumbianischen Medellín, im uruguayischen Montevideo und im argentinischen Bahía Blanca.
Durch die Änderung des Wettbewerbkalenders hinsichtlich der WM-Endrunde 2019, für die es nunmehr eine eigene WM-Qualifikationsrunde geben wird, war das Turnier kein Qualifikationsturnier mehr für globale FIBA-Endrunden mehr, als das es ursprünglich einmal in den 1980er Jahren eingeführt wurde. Stattdessen nutzte der Kontinentalverband FIBA Amerika das Turnier nunmehr als Qualifikation für die Panamerikanischen Spiele 2019, für die neben Gastgeber Peru, deren Nationalmannschaft nicht für den AmeriCup 2017 qualifiziert ist, die sieben besten Auswahlmannschaften des AmeriCup 2017 qualifiziert sind. Als Konsequenz aus der Änderung des Wettbewerbskalenders wird auch die kontinentale Endrunde der FIBA Amerika auf einen vierjährigen Turnus umgestellt, so dass der folgende AmeriCup erst 2021 ausgetragen wird. Das Kunstwort „AmeriCup“ wurde ebenfalls neu eingeführt, um eine einheitliche Marke vergleichbar der Bezeichnung EuroBasket in allen Sprachen der beteiligten Länder zu prägen.

## Teilnehmer
Als die Amerikameisterschaft noch den Charakter eines Qualifikationsturniers hatte, hatte der Basketballverband der Vereinigten Staaten USA Basketball seit 2008 auf die Teilnahme seiner Auswahlmannschaft verzichtet, da diese als Titelverteidiger für die globalen Endrunden bereits qualifiziert war und sich nicht genügend Profis der NBA zur Teilnahme an der Amerikameisterschaft hätten bewegen lassen. Beim neuen Format wurde wie zuvor bei den Panamerikanischen Spielen 2015 eine A2- oder B-Auswahl aus Spielern der „Minor League“ D-League sowie ausländischen Profi-Ligen gebildet, die von Jeff Van Gundy betreut wurde, wobei vorher feststand, dass die A-Auswahl für WM-Endrunden und Olympische Spiele mit NBA-Profis, welche zuvor von Mike Krzyzewski betreut wurde, zukünftig von Gregg Popovich trainiert wird.
Nachdem beim letzten Turnier noch zehn Auswahlmannschaften teilgenommen hatten, wurde das Teilnehmerfeld durch die Teilnahme der Vereinigten Staaten und die vorübergehend suspendierten Brasilianer auf zwölf Auswahlmannschaften aufgestockt.

### Qualifizierte Auswahlmannschaften
Gastgeber
- Argentinien – Gastgeber, 4. Platz Südamerikameisterschaft 2016
- Kolumbien – Vorrunden-Gastgeber, 5. Platz Südamerikameisterschaft 2016
- Uruguay – Vorrunden-Gastgeber, . Platz Südamerikameisterschaft 2016

Südamerika
- Venezuela – Titelverteidiger, . Platz Südamerikameisterschaft 2016
- Brasilien – . Platz Südamerikameisterschaft 2016

Zentralamerika
- Puerto Rico – . Platz Centrobasket 2016
- Mexiko – . Platz Centrobasket 2016
- Dominikanische Republik – . Platz Centrobasket 2016
- Panama – 4. Platz Centrobasket 2016
- Amerikanische Jungferninseln – 5. Platz Centrobasket 2016

Nordamerika
- Vereinigte Staaten
- Kanada

## Modus
Beim Turnier wurde eine Vorrunde in drei Gruppen zu je vier Mannschaften als Rundenturnier ausgetragen. Nur die Gruppensieger qualifizierten sich für die Medaillenrunde mit der Ausnahme, dass durch die Festlegung auf Córdoba als Endrundenstandort die sportlich etwas absurde Festlegung getroffen wurde, dass Rekord-Medaillengewinner Argentinien, welche den letzten neun Austragungen immer unten den besten drei Mannschaften platziert war, unabhängig von seinen Ergebnissen in der Gruppenphase für die Medaillenrunde qualifiziert war. Daher qualifizierte sich neben Argentinien die bestplatzierte Mannschaft dieser in Bahía Blanca ausgetragenen Vorrundengruppe als vierte Mannschaft für die Medaillenrunde. Die jeweiligen Gruppenzweiten beziehungsweise die zweitbeste Mannschaft der Argentinien-Gruppe qualifizierte sich für die nächsten Panamerikanischen Spiele. Bei Gleichstand hinsichtlich Siegen und Niederlagen entschied der direkte Vergleich über die Platzierungen in der Gruppe. Die Medaillenrunde wurde als Final-Four-Turnier ausgetragen, wobei die Verlierer der Halbfinalspiele ein Spiel um die Bronzemedaillen absolvierten.

## Gruppenphase

### Gruppe A (Medellín)
| Platz | Team        | Spiele | Siege | Niederl. | Punkte für | Punkte gegen | Punkt Differenz | Punkte | Quali      |       | Mexiko | Puerto Rico | Brasilien | Kolumbien |
| ----- | ----------- | ------ | ----- | -------- | ---------- | ------------ | --------------- | ------ | ---------- | ----- | ------ | ----------- | --------- | --------- |
| 1     | Mexiko      | 3      | 3     | 0        | 250        | 212          | +38             | 6      | Medaillen  |       | —      | 69–66       | 99–76     | 82–70     |
| 2     | Puerto Rico | 3      | 2     | 1        | 246        | 221          | +25             | 5      | PanAm 2019 |       | 66–69  | —           | 89–80     | 91–72     |
| 3     | Brasilien   | 3      | 1     | 2        | 232        | 262          | −30             | 4      |            |       | 76–99  | 80–89       | —         | 76–74     |
| 4     | Kolumbien   | 3      | 0     | 3        | 216        | 249          | −33             | 3      |            | 70–82 | 72–91  | 74–76       | —         |           |

### Gruppe B (Bahía Blanca)
| Platz | Team                   | Spiele | Siege | Niederl. | Punkte für | Punkte gegen | Punkt Differenz | Punkte | Quali      |  | Argentinien | Jungferninseln Amerikanische | Kanada | Venezuela |
| ----- | ---------------------- | ------ | ----- | -------- | ---------- | ------------ | --------------- | ------ | ---------- |  | ----------- | ---------------------------- | ------ | --------- |
| 1     | Argentinien            | 3      | 3     | 0        | 263        | 206          | +57             | 6      | Medaillen  |  | —           | 104–58                       | 92–86  | 67–62     |
| 2     | Amerik. Jungferninseln | 3      | 1     | 2        | 225        | 261          | −36             | 4      | Medaillen  |  | 58–104      | —                            | 83–71  | 84–86     |
| 3     | Kanada                 | 3      | 1     | 2        | 232        | 241          | −9              | 4      | PanAm 2019 |  | 86–92       | 71–83                        | —      | 75–66     |
| 4     | Venezuela              | 3      | 1     | 2        | 214        | 226          | −12             | 4      |            |  | 62–67       | 86–84                        | 66–75  | —         |

### Gruppe C (Montevideo)
| Platz | Team                    | Spiele | Siege | Niederl. | Punkte für | Punkte gegen | Punkt Differenz | Punkte | Quali      |       | Vereinigte Staaten | Uruguay | Dominikanische Republik | Panama |
| ----- | ----------------------- | ------ | ----- | -------- | ---------- | ------------ | --------------- | ------ | ---------- | ----- | ------------------ | ------- | ----------------------- | ------ |
| 1     | Vereinigte Staaten      | 3      | 3     | 0        | 243        | 178          | +65             | 6      | Medaillen  |       | —                  | 74–66   | 72–56                   | 97–56  |
| 2     | Uruguay                 | 3      | 2     | 1        | 211        | 199          | +12             | 5      | PanAm 2019 |       | 66–74              | —       | 66–57                   | 79–68  |
| 3     | Dominikanische Republik | 3      | 1     | 2        | 199        | 202          | −3              | 4      |            |       | 56–72              | 57–66   | —                       | 86–64  |
| 4     | Panama                  | 3      | 0     | 3        | 188        | 262          | −74             | 3      |            | 56–97 | 68–79              | 64–86   | —                       |        |

## Medaillenrunde
Die Medaillenrunde fand als Final-Four-Turnier vom 2. bis 3. September 2017 in Córdoba statt.
| Halbfinale   | Halbfinale             | Halbfinale   |                  |                        | Finale           | Finale | Finale |
|              |                        |              |                  |                        |                  |        |        |
| C1           | Vereinigte Staaten     | 90           |                  |                        |                  |        |        |
| B2           | Amerik. Jungferninseln | 62           |                  |                        | Finale           | Finale | Finale |
| 2. September | 2. September           | 2. September | C1               | Vereinigte Staaten     | 81               |        |        |
|              |                        |              |                  | B1                     | Argentinien      | 76     |        |
| B1           | Argentinien            | 84           | 3. September     | 3. September           | 3. September     |        |        |
| A1           | Mexiko                 | 67           |                  |                        |                  |        |        |
| 2. September | 2. September           | 2. September | Spiel um Platz 3 | Spiel um Platz 3       | Spiel um Platz 3 |        |        |
|              |                        |              | B2               | Amerik. Jungferninseln | 65               |        |        |
| A1           | Mexiko                 | 79           |                  |                        |                  |        |        |
| 3. September |                        |              |                  |                        |                  |        |        |